# Раунен
Раунен (њем. Rhaunen) општина је у њемачкој савезној држави Рајна-Палатинат. Једно је од 96 општинских средишта округа Биркенфелд. Према процјени из 2010. у општини је живјело 2.224 становника. Посједује регионалну шифру (AGS) 7134069.

## Географски и демографски подаци
Раунен се налази у савезној држави Рајна-Палатинат у округу Биркенфелд. Општина се налази на надморској висини од 318 метара. Површина општине износи 10,8 km². У самом мјесту је, према процјени из 2010. године, живјело 2.224 становника. Просјечна густина становништва износи 207 становника/km².

## Међународна сарадња
| Мјесто | Држава    | Врста сарадње | Од    |
| ------ | --------- | ------------- | ----- |
|        | Француска | партнерство   | 1970. |
| Извор  |           |               |       |